# بخش جهجار
بخش جهجار (به انگلیسی: Jhajjar district) یک منطقهٔ مسکونی در هند است که در Rohtak division واقع شده‌است. بخش جهجار ۱٬۸۳۴ کیلومتر مربع مساحت و ۹۵۸٬۴۰۵ نفر جمعیت دارد.